# Bumiputra
Bumiputra oder Bumiputera ist eine malaiische Bezeichnung, mit der verschiedene Volksgruppen zusammengefasst werden, die in Malaysia als Ureinwohner angesehen werden. Dazu zählen neben den Malaien auch Javaner, Bugis und Minangkabaus sowie einige kleinere ethnische Gruppen wie die Dayak und Orang Asli. Der Begriff leitet sich vom Sanskrit-Wort Bhumiputra, das wörtlich „Sohn der Erde“ heißt (bhumi ‚Erde, Boden‘; putra ‚Sohn‘) ab. 
Als Folge der blutigen Unruhen am 13. Mai 1969 wurde in Malaysia eine neue Wirtschaftspolitik eingeführt, die Malaysische Neue Ökonomische Politik, welche die Bumiputras insbesondere gegenüber den Angehörigen der indischen und chinesischen Minderheit bevorzugt. Diese Politik führte in den Städten zur Schaffung einer signifikanten malaiischen Mittelschicht, war aber bei der Landbevölkerung weniger erfolgreich und verursachte neue Ressentiments zwischen den Ureinwohnern und den Volksgruppen, die von dieser Wirtschaftspolitik ausgeschlossen sind. 
Ursache für die Ausschreitungen sowie die darauffolgende neue Wirtschaftspolitik war insbesondere die wirtschaftliche Dominanz der Chinesen: Mit nur 33 % Bevölkerungsanteil kontrollierten sie 90 % der Wirtschaft. Nur ein Prozent der Ärzte waren Bumiputra und nur elf Prozent der Studenten entstammten ihren Reihen. Zur Wiederherstellung des inneren Friedens beschloss die Regierung in Kuala Lumpur das „positive Diskriminierungsprogramm“, das Bumiputra in allen Bereichen des öffentlichen Lebens bevorzugt.